# Gambito danés
|       |       |       |       |       |       |       |       |       |  |
|       | a8 rd | b8 nd | c8 bd | d8 qd | e8 kd | f8 bd | g8 nd | h8 rd |  |
| a7 pd | b7 pd | c7 pd | d7 pd | e7    | f7 pd | g7 pd | h7 pd |       |  |
| a6    | b6    | c6    | d6    | e6    | f6    | g6    | h6    |       |  |
| a5    | b5    | c5    | d5    | e5    | f5    | g5    | h5    |       |  |
| a4    | b4    | c4    | d4 pd | e4 pl | f4    | g4    | h4    |       |  |
| a3    | b3    | c3 pl | d3    | e3    | f3    | g3    | h3    |       |  |
| a2 pl | b2 pl | c2    | d2    | e2    | f2 pl | g2 pl | h2 pl |       |  |
| a1 rl | b1 nl | c1 bl | d1 ql | e1 kl | f1 bl | g1 nl | h1 rl |       |  |
|       |       |       |       |       |       |       |       |       |  |

En ajedrez, se le llama gambito danés (ECO C21) a una apertura en la cual no se sacrifica un peón sino dos. Esto se realiza con dos objetivos, primero, tener dos tiempos de ventaja sobre el negro y segundo para tener los dos alfiles apuntando hacia el enroque negro. Se trata de una apertura muy peligrosa para el negro, y no es recomendable aceptar todos los peones si no se conocen los métodos de defensa. Se caracteriza por los movimientos (en notación algebraica):
1.e4 e5 2.d4 exd4 3.c3
El movimiento se caracteriza por el ofrecimiento del peón (al adversario). A partir de la posición del diagrama las blancas llegan a ofrecer hasta dos peones más. Ofrecen a las negras su peón de c3 y su peón de b2. 
Línea principal
1.e4 e5

2.d4 exd4

3.c3
Defensa Collijn
1.e4 e5 2.d4 exd4 3.c3 dxc3 4.Ac4 cxb2 5.Axb2 De7
Defensa Schlechter
1.e4 e5 2.d4 exd4 3.c3 dxc3 4.Ac4 cxb2 5.Axb2 d5 6.Axd5 Cf6 7. Axf7+ Rxf7 8. Dxd8 Ab4+! con un ataque a la descubierta que obliga a las blancas a devolver la dama, su mejor opción es 9.Dd2
Defensa Soerensen
1.e4 e5 2.d4 exd4 3.c3 d5